# Melittia sukothai
Melittia sukothai is een vlinder uit de familie wespvlinders (Sesiidae), onderfamilie Sesiinae.
Melittia sukothai is voor het eerst wetenschappelijk beschreven door Arita & Gorbunov in 1996. De soort komt voor in het Oriëntaals gebied.